# Серата
Сера̀та (на италиански: Serrata) е село и община в Южна Италия, провинция Реджо Калабрия, регион Калабрия. Разположено е на 283 m надморска височина. Населението на общината е 923 души (към 2012 г.).